# Olaf Malolepski
Olaf Malolepski (né le 27 mars 1946 à Magdebourg) est un chanteur allemand. Il est connu comme le chanteur de Die Flippers. Depuis la dissolution du groupe en 2011, il mène une carrière sous le nom d'Olaf der Flipper.

## Biographie
Olaf Malolepski déménage avec sa mère en 1958 à Pforzheim. En 1963, il achève un apprentissage en tant qu'outilleur. En 1971, il épouse la sœur d'Uwe Erhardt, membre de Die Schäfer. Ils ont un fils en 1974 et une fille en 1982, la chanteuse Pia Malo.

## Carrière

### Die Flippers
À partir de 1960, Malolepski fait des apparitions dans divers groupes. En 1967, il est membre du Dancing Show Band. En 1969, le groupe se renomme Die Flippers ; la même année, il a un premier grand succès avec Weine nicht, kleine Eva. En 1972, il sort son premier album, Die Flippers. En 1972, le groupe fait une pause ; Malolepski travaille alors comme professeur de musique et entraîneur de tennis au TC Wolfsberg Pforzheim. De 1986 jusqu'à sa dissolution en 2011, die Flippers sont présents 17 fois dans le top 10 du chart allemand.

### Solo
En 1973 et 1974, Malolepski publie trois singles sous le pseudonyme de Christian Peters.
En 2011, Malolepski commence sa carrière solo après la dissolution des Flippers. Avec son premier single Tausend rote Rosen, il fait une apparition dans l'émission Herbstfest der Abenteuer présenté par Florian Silbereisen. La veille, son premier album solo Tausend rote Rosen sort et se classe dans les meilleures ventes allemande, autrichienne et suisse. Le deuxième album, Wenn der Anker fällt, paraît le 12 octobre 2012.
En septembre 2013, il publie un album de Noël, Ja, ist denn heut schon Weihnachten. En février 2014, Ich mach’s wie die Sonnenuhr est une compilation des singles de ses premiers albums. À l'occasion de ses 70 ans, il présente le 25 mars 2016 le double album Du bist wie Champagner - Zum Jubiläum nur das Beste et donne une tournée en janvier et février 2017. En avril 2017, il signe chez Telamo.

## Discographie
Albums
- 2011 : Tausend rote Rosen
- 2012 : Wenn der Anker fällt
- 2013 : Ja, ist denn heut’ schon Weihnachten
- 2014 : Ich mach’s wie die Sonnenuhr
- 2016 : Du bist wie Champagner - Zum Jubiläum nur das Beste
- 2017 : Daumen hoch
- 2018 : Tausendmal ja

Singles
- 2011 : Tausend rote Rosen
- 2012 : Die Fiesta der Liebe
- 2012 : Du bist so süß wie Marzipan
- 2012 : Wenn der Anker fällt
- 2013 : Bitte hör nie auf mit mir zu träumen
- 2013 : Alegria
- 2013 : Ich will mit dir Schlitten fahrn
- 2014 : Ich mach’s wie die Sonnenuhr
- 2016 : Du bist wie Champagner
- 2017 : Komm mit an Bord
- 2018 : Tausendmal Ja

## Source de la traduction
- (de) Cet article est partiellement ou en totalité issu de l’article de Wikipédia en allemand intitulé « Olaf Malolepski » (voir la liste des auteurs).